# 聖瑪莉艾克斯30號大樓
聖瑪莉艾克斯30號（英語：30 St Mary Axe），正式名稱瑞士再保險公司大樓（the Swiss Re Building），暱稱酸黃瓜（Gherkin），是位處英國倫敦市的一棟摩天大樓。

## 历史
1996年，崔佛嘉集團提出一份建造倫敦千禧塔的計畫，預計興建一棟總高度386公尺，總樓層面積9萬平方米，並含有一座305公尺觀景台的摩天大樓。然而，此計畫因為遭到反對而作罷，取而代之並獲得許可的是原計畫的更新版本──改為建造一座高度較低的大樓，也就是現在的聖瑪莉艾克斯30號大樓。
2003年12月聖瑪莉艾克斯30號落成，並於2004年4月28日啟用。這棟大樓有180公尺高，共40層。它的建造象徵著倫敦新一波高樓熱的興起。大樓的命名起自它的地址，也就是建築物所在的“聖瑪莉艾克斯”或斧頭聖瑪莉街，而30則為其門牌號碼。
本大樓是由諾曼·福斯特、他的合夥人肯·夏托沃斯，以及奧雅納所共同設計；由瑞典的司康司克營建公司在2001年到2003年間負責實體的建築工程。

## 暱稱酸黃瓜的由來
酸黃瓜這個名稱的由來至少可以追溯到1999年，其所指的是這棟大樓極度非正統（unorthodox）的外觀建構。此外，由於大樓外觀在某種程度上近似於菲勒斯（暗指「陽具」）圖騰的意象，所以也衍生出了其他的一些暱稱如：「性愛酸黃瓜」（Erotic Gherkin）、「高聳的諷刺」（Towering Innuendo，挖苦其因為自身缺陷或不足而建構作為補償或安慰）以及「水晶陰莖」（Crystal Phallus）等。

## 房客
截至2015年1月，该建筑物的现有入住者包括：
- Standard Life
- Regus
- ION Trading
- Kirkland & Ellis
- Hunton & Williams
- Falcon Group
- Swiss Re
- Lab49
- Algotechs
- Webscaparate UK

此外，零售商和饭店都在该站点上运营，例如 The Sterling 和 Bridge 的 Newsagent。

## 外部連結
- Official website （页面存档备份，存于）
- Norman Foster's site about the project — including Quicktime movies illustrating the design process.
- 30 St Mary Axe （页面存档备份，存于） at Emporis
- 30 St Mary Axe （页面存档备份，存于） at SkyscraperPage.com
- London Architecture.co.uk: 30 St Mary Axe （页面存档备份，存于）
- Structurae数据库中30 Saint Mary Axe的数据
- About the Gherkin's energy usage
- 360x180 Panorama of St Mary Axe （页面存档备份，存于）
- Images of 30 St Mary Axe （页面存档备份，存于）
- Gallery, architecture images.

51°30′52″N 00°04′49″W / 51.51444°N 0.08028°W